# Centrum curlingowe Ledianoj kub
Centrum curlingowe Ledianoj kub (ros. Kiorlingowyj centr "Ledianoj kub" Керлинговый Центр Ледяной куб) – hala sportowa w Soczi w Kraju Krasnodarskim w Rosji, wybudowana jako arena turnieju curlingowego podczas Zimowych Igrzysk Olimpijskich 2014. 
Budowa obiektu rozpoczęła się w 2010 roku i zakończyła dwa lata później. Na widowni hali może zasiąść 3 tysiące osób. W lutym 2013 gościła pierwszą dużą imprezę międzynarodową, którą były mistrzostwa świata w curlingu na wózkach inwalidzkich. W marcu 2013 była areną mistrzostw świata juniorów w tej dyscyplinie. Po igrzyskach możliwa będzie jej rozbiórka i odbudowa w innym rosyjskim mieście, ale nie jest to jeszcze przesądzone.